# Ex commisso nobis
Ex commisso nobis (latin: "Fra det embede, der er pålagt os") er en pavelig bulle i form af en bekendtgørelse fra pave Innocent 2. Den er dateret 7. juli 1136 og blev underskrevet af paven i Pisa. Det er også kendt som Bullen fra Gniezno, og betragtes som det ældste skrift (på latin) med ord på det polske sprog.
Der er tale om stednavne og gloser; I alt optræder næsten 400 polske navne på steder og personer i dokumentet, som gør det muligt at  konkludere det polske sprogs udvikling. 
Bullens original opbevares i arkiv i Gniezno Bispedømme og betragtes som et af de ældste polske sprogmonumenter. Med bullen blev ærkebispedømmet Gniezno, og dermed den polske kirkes uafhængighed genoprettet fra Ærkebispedømmet Magdeburg, efter Bolesław 3. Wrymouth igen havde taget Innocent 2.s parti i striden mellem Innocent 2. og modpaven Anaclet 2.